# Cantone di Moustiers-Sainte-Marie
Il Cantone di Moustiers-Sainte-Marie è una divisione amministrativa soppressa dell'arrondissement di Digne-les-Bains.
A seguito della riforma approvata con decreto del 24 febbraio 2014, che ha avuto attuazione dopo le elezioni dipartimentali del 2015, dal 1º aprile 2015 è stato accorpato al Cantone di Riez.

## Composizione
Comprendeva 3 comuni:
- Moustiers-Sainte-Marie
- La Palud-sur-Verdon
- Saint-Jurs